# James Norris Gamble
James Norris Gamble (* 9. August 1836 in Cincinnati; † 2. Juli 1932 ebenda) war ein US-amerikanischer Unternehmer, Erfinder und Philanthrop.

## Leben
Gamble war der älteste Sohn von Elizabeth Ann und James Gamble, dem Mitbegründer des Unternehmens Procter & Gamble. Er besuchte das Chickering Institute in Cincinnati und erwarb den Bachelor- und Mastergrad (1854 bzw. 1857) am Kenyon College in Gambier, Ohio. Er begann dann ein Chemiestudium an der University of Maryland. Dieses schloss er jedoch nicht ab, sondern kehrte als Chemiker in das Unternehmen der Familie zurück. Hier entwickelte er mit der P & G White Soap (später Ivory Soap), einer milden hautfreundlichen Seife, eines der wichtigsten und erfolgreichsten Produkte des Unternehmens (The Soap that Floats) zu jener Zeit.
Seine Laufbahn wurde durch den Sezessionskrieg unterbrochen, in dem er bei den Ohio Squirrel Hunters gegen die konföderierten Truppen des Generals Edmund Kirby Smith kämpfte. 1862 heiratete er Margaret Penrose, mit der er zwei Kinder bekam. Nach dem Ende des Sezessionskriegs kehrte er als Partner seines Vaters in das Unternehmen zurück. In Zusammenarbeit mit Thomas Alva Edison installierte er innerhalb der Firma eine Telegraphenverbindung. Gemeinsam mit William Cooper Procter führte er 1887 Gewinnbeteiligungs- und Mitspracherechte sowie garantierte Beschäftigungs-, Versicherungs- und Pensionsleistungen für die Mitarbeiter des Unternehmens ein. 1888 leitete er die Errichtung der Unternehmensniederlassung Ivorydale in Ohio durch den Industriearchitekten Solon Berman. Hier entstand eines der ersten Forschungslabore der Wirtschaft in den USA. Ab der Umwandlung von Procter & Gamble in eine Kapitalgesellschaft 1890 war Gamble der Vizepräsident des Unternehmens neben William Alexander Procter. Er behielt den Posten auch nach seinem Rückzug aus dem aktiven Geschäftsleben 1912 bis zu seinem Tod.
Ab 1869 war Gamble gemeinsam mit Edward A. Ferguson in der Cincinnati Southern Railroad Company aktiv, einem Unternehmen im Besitz der Stadt Cincinnati zum Bau einer Eisenbahnlinie von Cincinnati nach Chattanooga. Außerdem war er Präsident und Eigentümer der Westwood & Cincinnati Railroad Company und der Little Miami Railroad Company. Politisch war er als Mitglied der Republikanischen Partei aktiv. Von 1871 bis 1889 war er Stadtrat der Village of Westwood, von 1894 bis zur Eingemeindung nach Cincinnati 1896 deren Bürgermeister. Außerdem war er Mitglied der Cincinnati's Board of Parks Commission und unterstützte die Cincinnati Chamber of Commerce.
Vielfältig waren die sozialen Aktivitäten Gambles, denen er sich verstärkt nach seinem Rückzug aus dem aktiven Wirtschaftsleben 1912 widmete. Er förderte die Gründung der Cincinnati Young Men's Christian Association und war Sponsor der Freedman's Aid Society, die ehemalige Sklaven aus den Südstaaten nach dem Sezessionskrieg unterstützte. Später förderte er auch Mary McLeod Bethunes Daytona Literary and Industrial School for Training Negro Girls. Er unterstützte in Cincinnati die Methodist Episcopal Church und das Christ Hospital Institute of Medical Research und stiftete 1924 der University of Cincinnati das dem Andenken an seinen früh verstorbenen Enkel James Gamble Nippert gewidmete Nippert Stadium.